# Dacia (diocesi)
La diocesi di Dacia (latino: Dioecesis Daciae) era una diocesi del tardo Impero romano, che si estendeva sull'odierna Serbia e sulla Bulgaria occidentale. Era subordinata alla Prefettura del pretorio dell'Illirico e la sua capitale era Serdica (moderna Sofia).

## Storia
L'Imperatore Aureliano (270-275), che dovette affrontare la secessione di Gallia e Hispania, nonché dell'Oriente, dall'Impero dal 260, l'avanzata dei Persiani Sasanidi in Asia, e le devastazioni dei Carpi e dei Goti in Moesia e in Illiria, fu costretto da queste ultime invasioni ad abbandonare la provincia di Dacia creata da Traiano ordinando alle sue truppe di ritirarsi dalla provincia, fissando il limes sul Danubio. Venne istituita una nuova provincia, la Dacia Aureliana, a sud del Danubio nella Mesia centrale, con capitale Serdica.
L'abbandono romano della Dacia Traiana è menzionato da Eutropio nel suo Breviarium ab Urbe condita, libro IX :

La diocesi di Dacia e le sue provincie.

In seguito, con le riforme amministrative di Diocleziano e Costantino I, venne creata la diocesi di Mesia, comprendente la maggior parte dei Balcani centrali e della penisola greca. Dopo pochi anni, tuttavia, la diocesi venne suddivisa in due parti, formando la diocesi di Macedonia e la  diocesi di Dacia. La diocesi di Dacia comprendeva le province di Dacia Mediterranea, Moesia Inferior, Dardania, Praevalitana e Dacia Ripensis.
La diocesi venne trasferita all'Impero romano d'Occidente nel 384 da Teodosio I, probabilmente per ricompensare l'imperatrice Giustina per aver riconosciuto l'usurpazione di Magno Massimo in Britannia, Gallia e Hispania.
Tuttavia, con la sua morte nel 395, la Dacia ritornò a far parte dell'Impero romano d'Oriente, formando, insieme alla diocesi di Macedonia, la prefettura del pretorio dell'Illirico.